# قاتل برهنه
قاتل برهنه (به چینی: 赤裸羔羊) یک فیلم اکشن، جنایی و دلهره‌آور هنگ‌کنگی به نویسندگی و تهیه‌کنندگی وانگ جینگ و کارگردانی کلارنس فوک ییو-لئونگ است که در سال ۱۹۹۲ منتشر شد. در این فیلم بازیگرانی چون چینگمی یائو و سیمون یام بازی می‌کنند.
این فیلم به عنوان یک فیلم کلاسیک کالت (هواداران سرسخت) در نظر گرفته می‌شود.

## داستان
کیتی (چینگمی یائو) یک زن جوان شرور است که هیچ ابایی از چاقو زدن به مردان قلدر در اندام تناسلی آنها ندارد. تینام (سیمون یام) پلیسی است که دوران آسیب زایی را پشت سر می‌گذارد: او به‌طور تصادفی به برادر خود شلیک کرد و در نتیجه اکنون هر بار که اسلحه خود را به دست می‌گیرد، استفراغ می‌کند. وقتی کیتی با ضربه چاقو به کشاله ران مردی را به شدت مجروح می‌کند، تینام تلاش می‌کند تا او را دستگیر کند اما موفق نمی‌شود. کیتی بعداً در ایستگاه پلیس ظاهر می‌شود و حقایق را دستکاری می‌کند تا جایی که تینام چاره‌ای جز شروع رابطه با او ندارد. تینام که ناتوان شده است، متوجه می‌شود که دیگر آن حسی را نسبت به کیتی که از رهبری او راضی است، ندارد و …